# 阿里克米斯
阿里克米斯（葡萄牙語：Ariquemes），是巴西的城鎮，位於該國西北部，由朗多尼亞州負責管轄，始建於1977年11月21日，面積4,427平方公里，海拔高度142米，2014年人口102,860，人口密度每平方公里16.26人。